# ژول ژامن
 ژول ژامن (انگلیسی: Jules Jamin؛ زاده ۳۱ مهٔ ۱۸۱۸ درگذشته ۱۲ فوریهٔ ۱۸۸۶) یک فیزیک‌دان اهل فرانسه بود.